# Le Dernier pour la route
Pour plus de détails, voir Fiche technique et Distribution.
Le Dernier pour la route est un film français réalisé par Philippe Godeau, sorti le 23 septembre 2009.

## Synopsis
Hervé (François Cluzet), patron d'une agence de presse, souffre de sa dépendance envers l'alcool, qui affecte sa vie familiale et professionnelle. Pour s'en sortir, il accepte d'entrer dans une clinique isolée spécialisée dans la désintoxication. La cure s'avère très difficile pour Hervé. Là il noue une amitié avec Magali, une jeune patiente de la clinique. Avec une attitude quasi paternaliste pour elle, il tente de l'aider à se sauver, mais se confronte ainsi à ses propres démons. Tandis que Magali s'enfonce dans ses conduites d'auto-destruction, Hervé guérit progressivement de sa dépendance.

## Fiche technique
- Titre : Le Dernier pour la route
- Réalisation : Philippe Godeau
- Scénario : Philippe Godeau et Agnès de Sacy d'après l'autobiographie éponyme d'Hervé Chabalier (Robert Laffont, 2004)
- Photographie : Jean-Marc Fabre
- Musique : Jean-Louis Aubert
- Premier assistant réalisateur : Hubert Engammare
- Production : Philippe Godeau
- Société de distribution : Wild Bunch, Pan-Européenne
- Pays :  France
- Langue : français
- Durée : 107 minutes (1 h 47)
- Date de sortie : 23 septembre 2009

## Distribution
- François Cluzet : Hervé Chabalier
- Mélanie Thierry : Magali
- Michel Vuillermoz : Pierre
- Anne Consigny : Agnès
- Éric Naggar : Gunther
- Marilyne Canto : Carol
- Bernard Campan : Marc
- Lionnel Astier : Jean-Marie
- Raphaëline Goupilleau : Hélène
- Eva Mazauric : Kris
- Françoise Pinkwasser : Soledad
- Riton Liebman : Martin
- Arthur Moncla : Thomas
- Ninon Brétécher : Sandra
- Philippe du Janerand : Docteur Marcus
- Fabien Aïssa Busetta : infirmier de nuit
- Serge Larivière : José, le nouveau curiste
- Nathalie Eno : infirmière Magali
- Jean-Christophe Brétignière : le père d'Hervé
- Monique Milliot : la mère d'Hervé
- Alain Blazquez : Employé des Pompes funèbres
- Martine Gautier : Consuelo, la dame de service
- Stéphanie Charvet : serveuse restaurant
- Mélanie Ravot : serveuse discothèque
- Christian Weyers : chauffeur de taxi
- Lucas Zuccali : Thomas enfant
- Romain Barbieri : Thomas enfant
- avec l'apparition de Hervé Chabalier dans le train, au début du film.

## Autour du film
- François Cluzet a confessé dans ses différentes interviews de promotion de ce film qu'il était lui aussi un ancien alcoolique[1], et que donc « interpréter un alcoolique qui lutte pour s’en sortir, ce n’était pas tout à fait jouer un rôle de composition. ».
- Christian Clavier, Daniel Auteuil et Dany Boon étaient initialement pressentis pour le rôle principal.
- Lors de la 35e cérémonie des César, le film a été nommé dans 5 catégories:
  - César du meilleur acteur pour François Cluzet
  - César du meilleur acteur dans un second rôle pour Michel Vuillermoz
  - César du meilleur espoir féminin pour Mélanie Thierry, qui a remporté le César
  - César de la meilleure adaptation et dialogues pour Philippe Godeau et Agnès de Sacy d'après le roman de Hervé Chabalier
  - César du meilleur premier film pour Philippe Godeau
- Philippe Godeau est lauréat de l'aide à la création 2008 de la Fondation Gan pour le cinéma pour ce film[2].
- L'une des premières scènes est tournée rue de Phalsbourg (17e arrondissement de Paris), avec la rotonde du parc Monceau en arrière-plan.
- Hervé Chabalier, auteur du roman dont le film en est l'adaptation fait un caméo au tout début du film en croisant brièvement François Cluzet dans un train.
- La musique du film est composée par Jean-Louis Aubert.